# Padół Kielecko-Łagowski
Padół Kielecko-Łagowski (nazywany też Niecką Łagowską) – obniżenie w Górach Świętokrzyskich położone na południe od Pasma Masłowskiego i Łysogór. Ciągnie się od Kielc do Łagowa, na długości około 40 km. Od południa ograniczone jest pasmami: Brzechowskim i Orłowińskim. Na wschodzie zwęża się, ograniczone od północy Pasmem Bielińskim i Wałem Małacentowskim. Obszar padołu odwadniany jest przez Lubrzankę oraz jej dopływy.
Padół ten jest uwarunkowaną tektonicznie synkliną. W jego podłożu występują mało odporne margle dewońskie, wapienie, karbońskie łupki oraz piaskowce. 
Przez oś padołu przebiega droga krajowa nr 74. W Cedzynie, na wschód od Kielc, ulokowany jest sztuczny zbiornik wodny na rzece Lubrzance. Pod Łagowem, w wąwozie krasowym Dule, znajduje się unikalna odkrywka czarnych wapieni dewońskich.